# Ville-sur-Arce

Ville-sur-Arce este o comună în departamentul Aube din nord-estul Franței. În 1 ianuarie 2022 avea o populație de 203 de locuitori.